# Placoasterina antioquensis
Placoasterina antioquensis är en svampart som beskrevs av Toro 1930. Placoasterina antioquensis ingår i släktet Placoasterina och familjen Asterinaceae.   Inga underarter finns listade i Catalogue of Life.